# El pequeño coronel
El pequeño coronel es una película española de 1960, del género histórico y musical, dirigida por Antonio del Amo y protagonizada por Joselito, Carlos Larrañaga y María Mahor.

## Reparto
- Joselito como Joselito Alvear.
- Carlos Larrañaga como Teniente Eduardo Aranda.
- María Mahor como Teresa, hija del corregidor.
- Tomás Blanco como Don Martín Alvear.
- Jesús Tordesillas como Don Esteban.
- Fernando Sancho como Vinagre.
- Rafael López Somoza como Buenafacha, jefe de la Banda del Cucú.
- Ángel Ter
- Antonio Gandía
- Kin
- José Luis Carbonell
- Inocencio Barbán
- Carmen Rodríguez como Doña Adela.
- José María Martín
- Manuel Arbó
- Julia Pachelo
- José Cuenca
- Domingo Rivas
- Pedro Oliver
- Paul Ellis
- Luis Moreno (actor)
- Lázaro Pérez Romero
- José Guardiola
- José Nieto